# Margat
Die Burg Margat (arabisch قلعة المرقب Qalaʿat al-Marqab) ist eine Burgruine in Syrien im Gouvernement Tartus. Sie war eine wichtige Kreuzfahrerfestung. Neben dem Krak des Chevaliers und der Saladinsburg ist sie die am besten erhaltene Burg in Syrien.

## Lage
Margat liegt nahe der Mittelmeerküste, etwa sechs Kilometer südlich von Baniyas auf einem 280 Meter hohen faltenreichen Hügel, der vulkanischen Ursprungs ist. Die Ausläufer des Dschebel Ansariye treten in diesem Bereich bis weniger als zwei Kilometer an die Küste heran.

## Geschichte
Die Burg Margat befindet sich an einer Stelle, an der das Gebirgsmassiv Djebel al Ansariye bis fast an die Küste heranreicht. Sie beherrschte die Küstenstraße von Tartus nach Latakia und bewachte die Flanke des Fürstentums Antiochia zur Grafschaft Tripolis. Die muslimische Enklave der Assassinen lag in unmittelbarer Nähe.
Eine erste Burg wurde 1062 von einem ansässigen Grundherrn errichtet. 1104 eroberte sie der byzantinische Admiral Kantakuzenos bei einer Militärexpedition. 1116 übergab der damalige Burgherr Ibn Muhriz die Burg im Tausch an den Fürsten Roger von Antiochia. Renaud Masoier, ein wichtiger Parteigänger des Fürsten, erhielt die Burg als Lehen. Er begann, eine gewaltige Burg auf dem Basaltberg zu errichten. 1133 bis 1140 geriet die Anlage während der Auseinandersetzungen zwischen den Kreuzfahrerstaaten Antiochia und Tripolis vorübergehend wieder in muslimische Hand. 1140 konnte sich Renaud II. Masoier (Baron Reinald Mansoer II.) aber wieder in ihren Besitz bringen.
1157, 1170 und 1186 erlitt die Burg umfangreiche Schäden durch Erdbeben. Obwohl Renaud II. über große Besitzungen verfügte, überstiegen die Kosten für die Unterhaltung der Burg und der Besatzung seine finanziellen Mittel. Er musste seinen Besitz Stück für Stück an den Johanniterorden veräußern. Nach seinem Tod 1185 verkaufte sein Sohn Bertrand die Burg schließlich am 1. Februar 1186 gegen eine jährliche Rente von 2000 Goldbyzantinern an den Johanniterorden.
Der Orden, auf der Höhe seiner Macht, setzte die Burg schnell wieder in den Verteidigungszustand. Als nach der Schlacht bei Hattin Sultan Saladin unmittelbar an der Burg vorbeizog, griff er sie nicht an. In den Jahren bis ca. 1205 wurde die bis heute erhaltene mächtige Festung errichtet. Sie galt als Hauptsitz des Johanniterordens und war Ausgangspunkt von vielen Militäroperationen zu Beginn des 13. Jahrhunderts. Angriffe ihrer Gegner konnte sie jeweils abweisen. Um 1205 wurde ein Generalkapitel des Ordens auf der Burg abgehalten.
Mitte des 13. Jahrhunderts hatte sich die Situation geändert. Dem militärischen Druck des Mamlukensultans Baibars waren die Kreuzfahrerstaaten immer weniger gewachsen. Immer größere Teile des Territoriums gerieten in mamlukische Hand. 1269 und 1270 konnten zwei Belagerungen durch Baibars Truppen noch abgewehrt werden. 1281 wurde der Mameluckenführer Balban al Tabbakhi beauftragt, Margat zu erobern. Das 7000 Mann zählende Heer konnte wiederum abgewiesen werden.
Am 17. April 1285 erschien Sultan Qalawun, der Nachfolger Baibars, erneut mit einem mamlukischen Heer vor Margat. Die Festung hielt dem Beschuss durch Wurfmaschinen fünf Wochen lang stand. Die Unterminierung der Mauern und Türme veranlasste die Verteidiger dann aber letztendlich nach dem Einsturz des so genannten Sporns, des südlichen Vorwerks des Donjons, am 23. Mai 1285 zur Kapitulation. Der Überlieferung zufolge hatte Qalawun den Johannitern die schon fertigen Minierungsstollen gezeigt und sie so von der Sinnlosigkeit einer weiteren Verteidigung überzeugt.
Nach der Eroberung beseitigte man schnell die Beschädigungen der Belagerung. Aufgrund ihrer strategischen Lage blieb die Festung sowohl in mamlukischer als auch in osmanischer Zeit eine der wichtigsten Anlagen des Landes. Bis ins 20. Jahrhundert lag hier eine kleine türkische Garnison.

## Etymologie
Das Wort 'Marqab' leitet sich ab von der arab. Wurzel رقب (Raqaba) ab und bedeutet so viel wie ‚beobachten‘ oder ‚bewachen‘

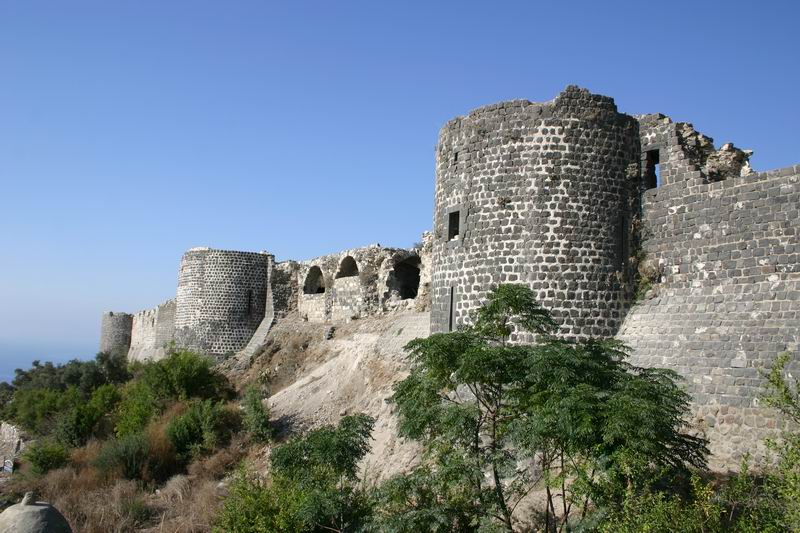
Außenmauer der Vorburg
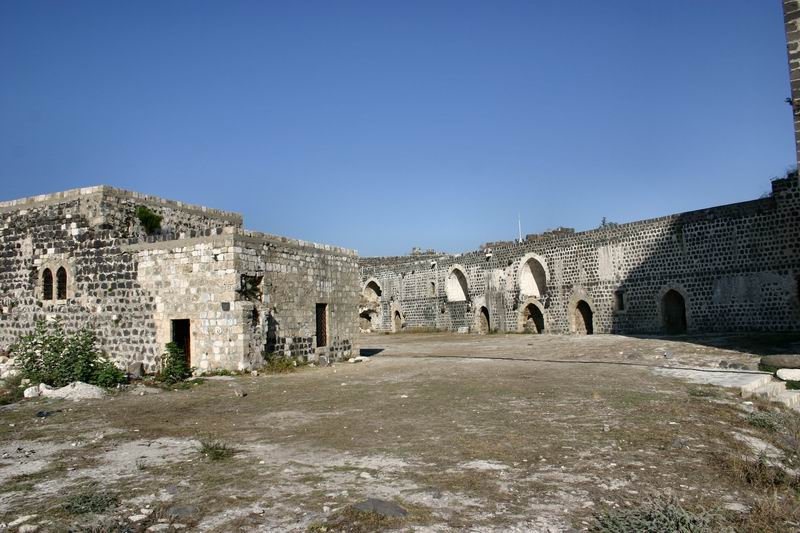
Burghof
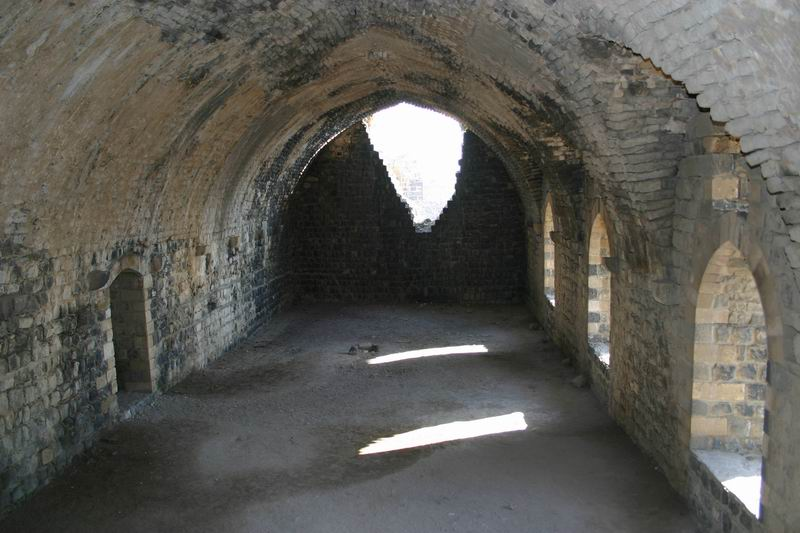
Lagerraum
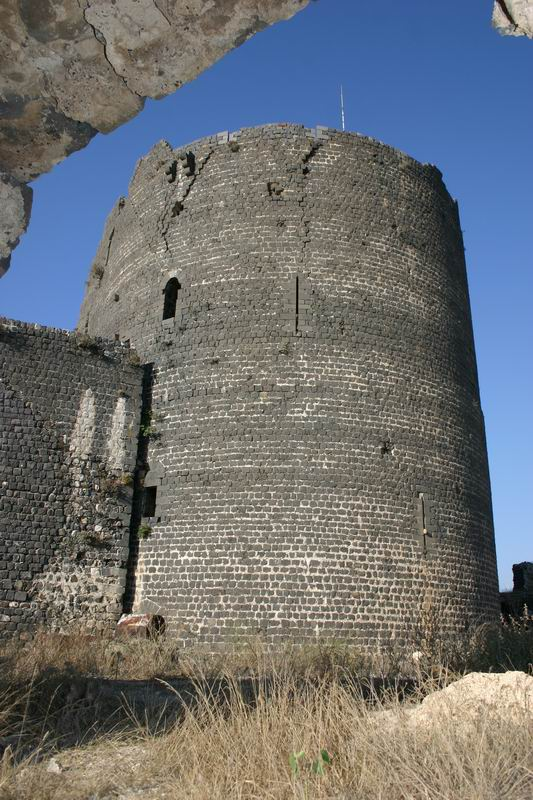
Donjon
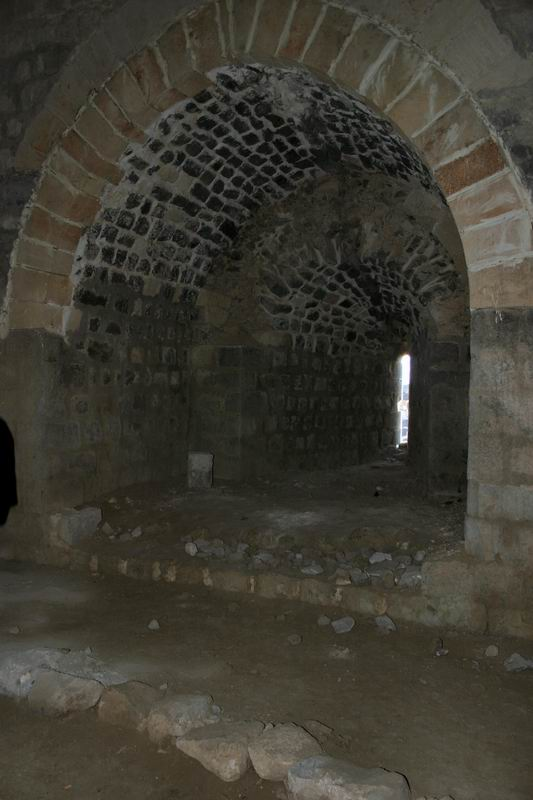
Schießscharte des Donjon, etwa 7 Meter tief
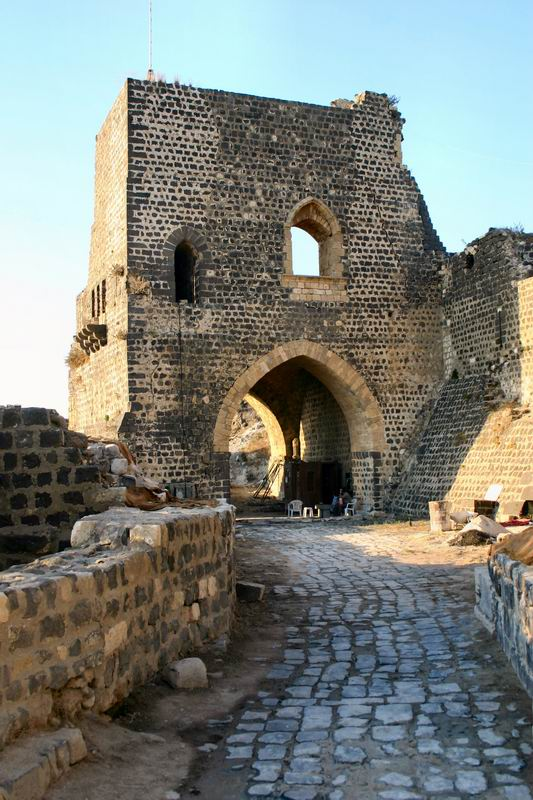
Äußeres Torhaus